# HFC Haarlem in het seizoen 1972/73
Het seizoen 1972/1973 was het 19e jaar in het bestaan van de Haarlemse betaaldvoetbalclub Haarlem. De club kwam uit in de Eredivisie en eindigde daarin op de 11e plaats. Tevens deed de club mee aan het toernooi om de KNVB Beker, hierin werd in de tweede ronde verloren van Feyenoord (0–3).

## Wedstrijdstatistieken

### Eredivisie
|       | Ajax  | FC Amsterdam | AZ '67 | FC Den Bosch '67 | Excelsior | Feyenoord | Go Ahead Eagles | FC Groningen | FC Den Haag-ADO | MVV   | NAC   | N.E.C. | PSV   | Sparta | Telstar | FC Twente '65 | FC Utrecht |
| ----- | ----- | ------------ | ------ | ---------------- | --------- | --------- | --------------- | ------------ | --------------- | ----- | ----- | ------ | ----- | ------ | ------- | ------------- | ---------- |
| Thuis | 0 – 4 | 1 – 4        | 2 – 0  | 2 – 1            | 2 – 0     | 0 – 0     | 5 – 2           | 1 – 1        | 0 – 0           | 3 – 2 | 3 – 1 | 1 – 1  | 1 – 1 | 0 – 4  | 1 – 2   | 4 – 0         | 0 – 2      |
| Uit   | 3 – 0 | 2 – 1        | 2 – 1  | 0 – 0            | 0 – 1     | 1 – 0     | 0 – 4           | 4 – 1        | 3 – 0           | 2 – 0 | 1 – 1 | 2 – 1  | 2 – 1 | 4 – 1  | 2 – 3   | 1 – 1         | 1 – 1      |

### KNVB Beker
| 2e ronde                                        | Haarlem | 0 – 3 (0 – 1) | Feyenoord                                              |
| 10 december 1972 Plaats: Haarlem Jan Gijzenkade |         |               | 25' Henk Wery 60' Theo van Duivenbode 86' Theo de Jong |

## Statistieken Haarlem 1972/1973

### Eindstand Haarlem in de Nederlandse Eredivisie 1972 / 1973
| Stand | Gespeeld | Gewonnen | Gelijk | Verloren | Punten | Doelpunten voor | Doelpunten tegen |
| ----- | -------- | -------- | ------ | -------- | ------ | --------------- | ---------------- |
| 11e   | 34       | 10       | 9      | 15       | 29     | 43              | 55               |

### Topscorers
| #                    | Naam               | Goal |
| -------------------- | ------------------ | ---- |
| 1.                   | Piet van den Berg  | 14   |
| 2.                   | Dries Boszhard     | 7    |
| 2.                   | Gerrie de Goede    | 7    |
| 4.                   | Bobby Vosmaer      | 5    |
| 5.                   | René van Breevoort | 3    |
| 5.                   | Pepe Fernández     | 3    |
| 7.                   | Tonnie Nieuwenhuys | 1    |
| 7.                   | Gerrit Peijs       | 1    |
| Onbekende doelpunten |                    |      |
| –                    | Onbekend           | 2    |
| Totaal               | Totaal             | 43   |

| #      | Naam        | Goal |
| ------ | ----------- | ---- |
| –      | Geen speler | 0    |
| Totaal | Totaal      | 0    |

## Voetnoten
Ajax ·
FC Amsterdam ·
AZ '67 ·
FC Den Bosch '67 ·
Excelsior ·
Feyenoord ·
Go Ahead Eagles ·
FC Groningen ·
FC Den Haag-ADO ·
Haarlem ·
MVV ·
NAC ·
N.E.C. ·
PSV ·
Sparta ·
Telstar ·
FC Twente '65 ·
FC Utrecht